# Ineczka maskowa
Ineczka maskowa (Incaspiza personata) – gatunek niewielkiego ptaka z rodziny tanagrowatych (Thraupidae), występujący w zachodniej części Ameryki Południowej – jest endemitem zachodnich zboczy peruwiańskich Andów. W Czerwonej księdze gatunków zagrożonych IUCN klasyfikowany jest jako gatunek najmniejszej troski (LC, Least Concern).

## Systematyka
Pierwszego naukowego opisu gatunku dokonał angielski  przyrodnik Osbert Salvin w 1895 roku, nadając mu nazwę Haemophila personata. Opis ukazał się na łamach czasopisma „Novitates Zoologicae”. Jako miejsce typowe autor wskazał okolice Cajamarca w Peru. Takson ten był niekiedy łączony w jeden gatunek z ineczką wspaniałą (Incaspiza pulchra) i ineczką szaroskrzydłą (Incaspiza ortizi), ale badania genetyczne wykazały znaczące różnice między nimi i są one obecnie traktowane jako osobne gatunki. Nie wyróżnia się podgatunków.

### Etymologia
- Incaspiza: Inkowie, rdzenni mieszkańcy Peru w czasie hiszpańskiej konkwisty; greckie σπιζα spiza – „zięba” < σπιζω spizō – „ćwierkać”[12].
- personata: łac. personatus – „maskowy"[13].

## Morfologia
Niewielki ptak o silnym, dosyć smukłym, szpiczastym i lekko zaokrąglonym żółtym dziobie. Nogi pomarańczowo-żółte. Tęczówki brązowe. Głowa w kolorze szarym, z lekkim brązowawym przebarwieniem na tyle korony i karku. Podgardle, gardło i przestrzeń pomiędzy dziobem a okiem czarne. Za okiem cieniutka czarna linia. Szyja i pierś szare. Dolna część brzucha biaława, boki płowoszare. Pokrywy skrzydeł rdzawobrązowe, grzbiet i kuper brązowawe. Ogon czarniawy z białawymi zewnętrznymi krawędziami sterówek. Nie występuje dymorfizm płciowy. Młode osobniki są bardziej matowo ubarwione niż osobniki dorosłe, nie mają czarnych elementów na głowie, dziób i nogi matowożółte.
Długość ciała 16,5–18 cm, masa ciała 29,5–33 g.

## Zasięg występowania
Ineczka maskowa występuje na niewielkim obszarze zachodniego i północno-zachodniego Peru, na zachodnich stokach Andów w górnym biegu rzeki Marañón (w regionach Ancash, Cajamarca, we wschodniej części La Libertad i zachodniej części Huánuco). Jest gatunkiem osiadłym. Zasięg jego występowania według szacunków organizacji BirdLife International obejmuje tylko około 91,8 tys. km².

## Ekologia
Jego głównym habitatem są suche zbocza z kaktusami i agawami oraz z pują Raimondiego. Występuje na wysokościach 2300–4000 m n.p.m.; BirdLife International podaje zakres wysokości: 1800–3000, sporadycznie do 4000 m n.p.m. Długość pokolenia jest określana na 3,8 roku. Żeruje samotnie lub w parach, głównie na ziemi.

### Rozmnażanie
Niewiele wiadomo o rozrodzie tego gatunku. Samce w kondycji lęgowej obserwowano pomiędzy końcem marca a czerwcem, a podloty w maju.

## Status i ochrona
W Czerwonej księdze gatunków zagrożonych IUCN ineczka maskowa jest klasyfikowana jako gatunek najmniejszej troski (LC, Least Concern). Liczebność populacji nie została oszacowana, ale ptak ten opisywany jest jako rzadki i rozmieszczony punktowo. Trend populacji uznawany jest za stabilny, z powodu braku widocznych zagrożeń związanych ze zmniejszaniem się habitatu.